# Jorge Fleck
Jorge Fleck (Três Passos, 1954) é um piloto brasileiro de automobilismo.
Corre pela Fórmula Truck e é bicampeão da categoria, em 1999 e em 2000.

## Trajetória esportiva
Jorge Fleck é ligado ao kart desde a década de 1970 e, depois disso, foi um piloto de rali.

### Formula Truck
Estreou na categoria Truck em 1998, nas provas dos autódromos gaúchos, a convite de Aurélio Batista Félix.
Logo após seu início, vieram os títulos de 1999 e 2000, com várias disputas contra Renato Martins e Oswaldo Drugovich Júnior, dentre outros. Fleck era conhecido por seu caminhão Volvo
Fleck é ainda muito ligado ao Velopark, de Nova Santa Rita.